# East Lake-Orient Park
East Lake-Orient Park es un lugar designado por el censo ubicado en el condado de Hillsborough en el estado estadounidense de Florida. En el Censo de 2010 tenía una población de 22.753 habitantes y una densidad poblacional de 505,49 personas por km².

## Geografía
East Lake-Orient Park se encuentra ubicado en las coordenadas 28°0′16″N 82°21′53″O / 28.00444, -82.36472. Según la Oficina del Censo de los Estados Unidos, East Lake-Orient Park tiene una superficie total de 45.01 km², de la cual 42.28 km² corresponden a tierra firme y (6.06%) 2.73 km² es agua.

## Demografía
Según el censo de 2010, había 22.753 personas residiendo en East Lake-Orient Park. La densidad de población era de 505,49 hab./km². De los 22.753 habitantes, East Lake-Orient Park estaba compuesto por el 45.15% blancos, el 43.8% eran afroamericanos, el 0.5% eran amerindios, el 2.81% eran asiáticos, el 0.09% eran isleños del Pacífico, el 4% eran de otras razas y el 3.65% pertenecían a dos o más razas. Del total de la población el 17.21% eran hispanos o latinos de cualquier raza.